# Osteopelta mirabilis
Osteopelta mirabilis is een slakkensoort uit de familie van de Osteopeltidae. De wetenschappelijke naam van de soort is voor het eerst geldig gepubliceerd in 1987 door B.A. Marshall.